# Triebelina shoufinnae
Triebelina shoufinnae is een mosselkreeftjessoort uit de familie van de Bairdiidae. De wetenschappelijke naam van de soort is voor het eerst geldig gepubliceerd in 1983 door Hu.